# Karen Shinkins
Karen Shinkins (* 15. Oktober 1976 in Newbridge) ist eine ehemalige irische Sprinterin, die sich auf den 400-Meter-Lauf spezialisiert hatte. Ihren größten Erfolg feierte sie mit dem Gewinn der Bronzemedaille über 400 Meter bei den Halleneuropameisterschaften 2002 in Wien.

## Sportliche Laufbahn
Erste internationale Erfahrungen sammelte Karen Shinkins vermutlich im Jahr 1994, als sie bei den Juniorenweltmeisterschaften in Lissabon mit 25,20 s im Viertelfinale im 200-Meter-Lauf ausschied. 1998 schied sie bei den Halleneuropameisterschaften in Valencia mit 53,45 s im Vorlauf über 400 Meter aus und im August schied sie bei den Freiluft-Europameisterschaften in Budapest mit 52,40 s im Halbfinale über 400 Meter aus. Im Jahr darauf belegte sie bei der Sommer-Universiade in Palma in 51,07 s den vierten Platz über 400 Meter und anschließend schied sie bei den Weltmeisterschaften in Sevilla mit 52,08 s im Viertelfinale aus. 2000 belegte sie bei den Halleneuropameisterschaften in Gent in 53,15 s den vierten Platz über 400 Meter und im September kam sie bei den Olympischen Sommerspielen in Paris mit 53,27 s nicht über den Vorlauf hinaus. Zudem schied sie auch mit der irischen 4-mal-400-Meter-Staffel mit 3:32,24 min im Vorlauf aus. Im Jahr darauf schied sie bei den Hallenweltmeisterschaften in Lissabon mit 53,90 s in der Vorrunde über 400 Meter aus und im Sommer schied sie bei den Weltmeisterschaften in Edmonton mit 51,66 s im Semifinale aus. 2002 gewann sie bei den Halleneuropameisterschaften in Wien in 52,17 s die Bronzemedaille über 400 Meter hinter der Russin Natalja Antjuch und Claudia Marx aus Deutschland. Im August kam sie bei den Europameisterschaften in München mit 52,50 s nicht über den Vorlauf hinaus.
2003 schied sie bei den Hallenweltmeisterschaften in Birmingham mit 53,59 s in der ersten Runde über 400 Meter aus. Im August schied sie bei den Freiluft-Weltmeisterschaften nahe Paris mit 52,74 s im Halbfinale aus. Im Jahr darauf kam sie bei den Hallenweltmeisterschaften in Budapest mit 54,37 s nicht über den Vorlauf hinaus und verpasste sie mit der 4-mal-400-Meter-Staffel mit 3:34,61 min den Finaleinzug. 2005 schied sie bei den Weltmeisterschaften in Helsinki mit 52,17 s im Semifinale aus und 2011 beendete sie ihre aktive sportliche Karriere im Alter von 35 Jahren.
In den Jahren von 1998 bis 2005 wurde Shinkins irische Meisterin im 400-Meter-Lauf im Freien sowie von 1998 bis 2001 in der Halle.

## Persönliche Bestleistungen
- 400 Meter: 51,07 s, 12. Juli 1999 in Palma
  - 400 Meter (Halle): 51,58 s, 9. Februar 2002 in Blacksburg